# Cuisery
Cuisery là một xã trong tỉnh Saône-et-Loire, thuộc vùng Bourgogne-Franche-Comté của nước Pháp, có dân số là 1612 người (thời điểm 1999).

## Nhân khẩu học
| 1962  | 1968  | 1975  | 1982  | 1990  | 1999  |
| ----- | ----- | ----- | ----- | ----- | ----- |
| 1.329 | 1.378 | 1.501 | 1.617 | 1.505 | 1.612 |

## Các thành phố kết nghĩa
- Wachenheim an der Weinstraße, Đức